# Ayida Wedo
Ayida Wedo ou Ayida-Weddo ou Aida Wedo est un lwa du vaudou haïtien.
Elle est la déesse Iwa du ciel, des nuages, et des tempêtes. Rare divinité miséricordieuse de la culture vaudou, elle se dresse souvent contre Mami Wata, pour lever les malédictions qu'elle jette sur les infidèles.

## Description
Dans la culture haïtienne, elle est celle à supplier lorsque les catastrophes naturelles ravagent l'île.
C'est une figure historique dans la construction du mythe de la mère contemporaine, sa bonté et son amour pour les hommes dont elle revêt la tâche de protéger lui conférant souvent dans les représentations iconographiques un voluptueux halo blanc ou jaune pâle.
Elle est, par ailleurs, la femme de Damballa, et représente la richesse, la chance, le bonheur. Comme son époux, elle vit près des rivières, et a une préférence pour les arbres de toutes sortes, le Fromager (Ceiba pentandra) et la soie. Comme lui, elle imite les mouvements de la couleuvre. Ses symboles sont la couleuvre et aussi l'arc-en-ciel.
Elle correspond dans la religion catholique à Notre-Dame de l'immaculée conception.